# シオネ・アフェムイ
シオネ・ヘマロト・アフェムイ（Sione Hemaloto Afemui、1999年1月30日 - ）は、トンガ出身のラグビーユニオンの選手。

## 略歴
2018年、ニュージーランド・クライストチャーチのセントトーマス・オブ・カンタベリー・カレッジを卒業後、朝日大学に入る。
2022年、ジャパンラグビーリーグワンのNTTコミュニケーションズ シャイニングアークス東京ベイ浦安に加入。
2022年7月、NTTドコモレッドハリケーンズ大阪（現・レッドハリケーンズ大阪）に加入。
2023年4月15日に行われたJAPAN RUGBY LEAGUE ONE第14節キューデンヴォルテクス戦にて途中出場でリーグワン公式戦初出場を果たした。
2023年5月、韓国「コリアスーパーラグビーリーグ」のOK金融に派遣された。
2024年5月、レッドハリケーンズ大阪を退団。
2025年1月20日、リコーブラックラムズ東京への入団を発表した。出場機会が無いまま、同年5月に退団。